# 조영애
조영애(1992년 1월 29일 ~)은 서울특별시에서 태어났고 대한민국의 여자 영화배우이다.
2008년도에 데뷔하여 모델로 활동, 2012년부터는 연기를 시작하였다
2009년도 부터 2011년도 까지 KPLUS 전속모델 활동

## 학력
- 세종대학교 일반대학원 영화예술학과 (입학)
- 한국방송통신대학교 미디어영상학과 (졸업)
- 인덕대학교 방송연예과 전문학사 (졸업)

## 출연작

### 영화
- 2022년 NETFLIX 영화《스마트폰을 떨어트렸을뿐인데》- 형사 역
- 2020년 영화《삼진그룹 영어토익반》- 경원지원실 역
- 2020년 영화《사라진 시간》- 행정직원 역
- 2018년 영화《국가부도의 날》- 총장 여비서 역
- 2017년 영화《대장 김창수》- 기모노 여인 역
- 2015년 영화《리얼》- 시에스타걸 역
- 2015년 영화《간신》- 용복각 기생 역
- 2015년 영화《화끈한 써비스: 어느 잔인한 미용사의》- 미녀 4역
- 2013년 영화《배우는 배우다》-  여배우1 역

### 기타
서울패션위크 신진디자이너 패션쇼
잡지 및 화보 